# Колдвел (Канзас)
Колдвел (енгл. Caldwell) град је у америчкој савезној држави Канзас.

## Демографија
По попису из 2010. године број становника је 1.068, што је 216 (-16,8%) становника мање него 2000. године.
| Група             | 2000.         | 2010.         |
| Белци             | 1.225 (95,4%) | 1.005 (94,1%) |
| Афроамериканци    | 1 (0,1%)      | 9 (0,8%)      |
| Азијати           | 6 (0,5%)      | 1 (0,1%)      |
| Хиспаноамериканци | 15 (1,2%)     | 33 (3,1%)     |
| Укупно            | 1.284         | 1.068         |